# Raúl Renán
Raúl Renán X González, conocido como Raúl Renán (Mérida, Yucatán, 2 de marzo de 1928-Ciudad de México, 14 de junio de 2017) fue un poeta, narrador y editor mexicano.
Es considerado como el gran experimentador de la Literatura de México literatura mexicana de la segunda mitad del  siglo  XX. Fue autor de más de 30  obras de poesía, narrativa y ensayo.

## Biografía
Estudió  Derecho en la Universidad Autónoma de Yucatán, Letras modernas en la Facultad de Filosofía y Letras de la Universidad Nacional Autónoma de México.
En su trayectoria laboral destaca el haber sido coordinador de talleres literarios y editor de Papeles. Autor de la colección Fósforos (cajas de poesía breve) y de la revista Ensayo. Fundador de la Colección La Séptima Llave, taller de poesía experimental. También fue coordinador editorial del Instituto Nacional de Bellas Artes y Literatura (INBAL), subdirector del Centro Nacional de Información y Promoción de la Literatura (CNIPL) en su nueva etapa fue el Asesor de la Coordinación Nacional de Literatura, subdirector del Periódico de Poesía. Fue director, fundador y editor de La Máquina Eléctrica Editorial. Renán trabajó en diversos suplementos, diarios y periódicos de circulación nacional, entre ellos, El Ángel, El Gallo Ilustrado, Estaciones, La Jornada, La Plaza, Los Libros Tienen la Palabra, Nostromo, Sábado y Vuelta. El diario El Universal, La Razón Mx, suplemento cultural El Cultural, Milenio suplemento cultural El Laberinto, ´´Reforma´´. Revistas UNIVERSIDAD, Nexos, Siempre La Cultura en México, le dedicó un extenso obituario al fallecer.  
Gran autor de la poesía experimental mexicana de la segunda mitad del  siglo  XX, fue calificado como «poeta visual por sus trabajos capitulares y sus caligramas». También ha sido comparado con Fernando Pessoa, como «dueño de una energía política que escribe para nombrarse en todos los demás».

## Premios y reconocimientos
- Medalla Yucatán, 1987.[4]
- Premio Antonio Mediz Bolio, 1992.[5]
- Miembro del Sistema Nacional de Creadores de Arte desde 1999.[4]
- Creador Emérito desde 2011.[4]
- En diciembre de 2012 fue homenajeado en el Palacio de Bellas Artes por protagonistas de la Literatura Mexicana. Renán aprovechó la ocasión para recordar a  Rubén Bonifaz.[6]
- En Mérida, se creó en 1998 el Premio Nacional de Poesía Experimental Raúl Renán, en homenaje a su obra y trayectoria.[4]

## Obras

### Poesía
- Lámparas oscuras
- Catulinarias y Sáficas
- Viajero en sí mismo
- Henos aquí
- De las Queridas Cosas
- Pan de tribulaciones
- Volver a las cosas
- La sagrada familia Sabines
- Lausía
- Los Urbanos
- Gramática Fantástica
- El Libro de Las Queridas Cosas
- Cuadernos en breve
- El cádaver exquisito de un pez´´
- Rama de Cóleras
- Los silencios de Homero
- Parentescos
- Educación de la línea
- A/salto de río (Agonía del salmón)
- Normandía
- Mi nombre en juego

+Rostros de ese reino
- Material de Lectura: Raúl Renán
- Emérita

+Humanidades
- Tomo I y Tomo II poesía
- ´´Piedras del Adivino
- Pluvia

### Ensayo
- Los otros libros. Distintas opciones en el trabajo editorial
- Cosas de la rutina grosera
- ´´Reserva de las otras Palabras Yucatecas. Migrantes de la Lengua Española

### Antologías
+ Raúl Renán 80 veces su mundo. Poesía, vida y obra
- ´´Las otras palabras. Poemas de Raúl Renán
- Lámpara sin sosiego. Textos en Homenaje a Raúl Renán
- Como fue el presagio
- El cuerpo viviente de la letra: Raúl Renán
- Vibración desde el silencio: Raúl Renán
- La gramática fantástica
- Como fue el presagio
- Saludable necesidad: Raúl Renán
- Material de Lectura: Raúl Renán´´
- ´´ Poesía Visual Mexicana La palabra transfigurada cinco tomos´´
- ´´La poesía visual en México´´
- Material del Cuento Contemporáneo: Raúl Renán

Narrativa ---
          ---
- Los niños de San Sebastián
- ´´Juan corta las flores
- Una mujer fatal y otra

+Comparsa
- Ambulavio
- Serán como soles
- el río de los años los pateadores de San Sebastián

### Sin clasificar
- Viajero en sí mismo
- De las queridas cosas
- Henos aquí
- Parentescos
- El cadáver exquisito de un pez'

' 
- Rostros de ese reino [7]